# 159902 Gladstone
159902 Gladstone è un asteroide della fascia principale. Scoperto nel 2004, presenta un'orbita caratterizzata da un semiasse maggiore pari a 2,4498164 au e da un'eccentricità di 0,2347453, inclinata di 3,65590° rispetto all'eclittica.